# Amtsgericht Windecken

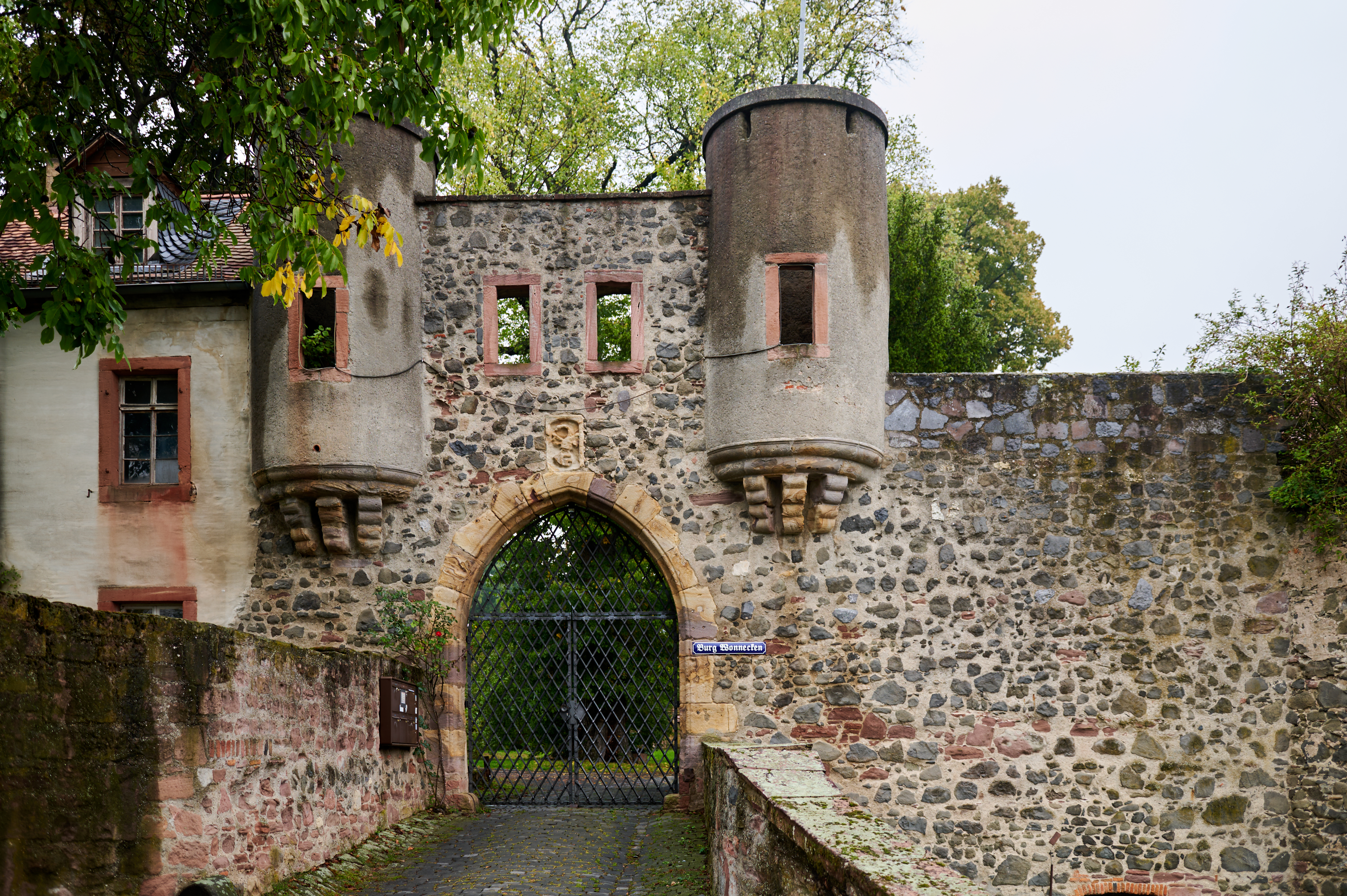
Burg Windecken, Sitz des ehem. Amtsgerichts (2022)

Das Amtsgericht Windecken war ein preußisches Amtsgericht mit Sitz in Windecken.

## Vorgeschichte
In Kurhessen erfolgte 1821 die Trennung der Rechtsprechung von der Verwaltung, und für die Rechtsprechung wurden Justizämter, darunter das Justizamt Windecken, eingerichtet. Es war dem Obergericht für die Provinz Hanau zugeordnet.

## Geschichte
Mit der Annexion Kurhessens durch Preußen 1866 wurden in der neuen Provinz Hessen-Nassau Amtsgerichte eingerichtet. Das Justizamt Windecken wurde entsprechend in das Amtsgericht Windecken umgewandelt. Es war dem Kreisgericht Hanau zugeordnet. Mit der Einführung der Reichsjustizgesetze entstanden 1879 reichsweit einheitlich Amtsgerichte. Das Amtsgericht Windecken behielt damit seinen Namen und erhielt die neuen Funktionen. Es war nun eines der 22 Amtsgerichte im Bezirk des Landgerichtes Hanau. Am Gericht bestand eine Richterstelle. Es war damit ein kleines Amtsgericht im Landgerichtsbezirk. Sein Gerichtsbezirk umfasste aus dem Landkreis Hanau den Stadtbezirk Windecken und die Gemeindebezirke Eichen, Erbstadt, Kilianstädten, Marköbel, Niederdorfelden, Oberdorfelden, Ostheim und Roßdorf und der Gutsbezirk Beiersröder Hof. Im Zweiten Weltkrieg wurde das Gericht zum 15. Juni 1943 zum Zweiggericht des Amtsgerichtes Hanau herabgestuft.

## Gerichtsgebäude
Sitz des Amtsgerichts war die Burg Windecken.